# Rajd Tulipanów 1957

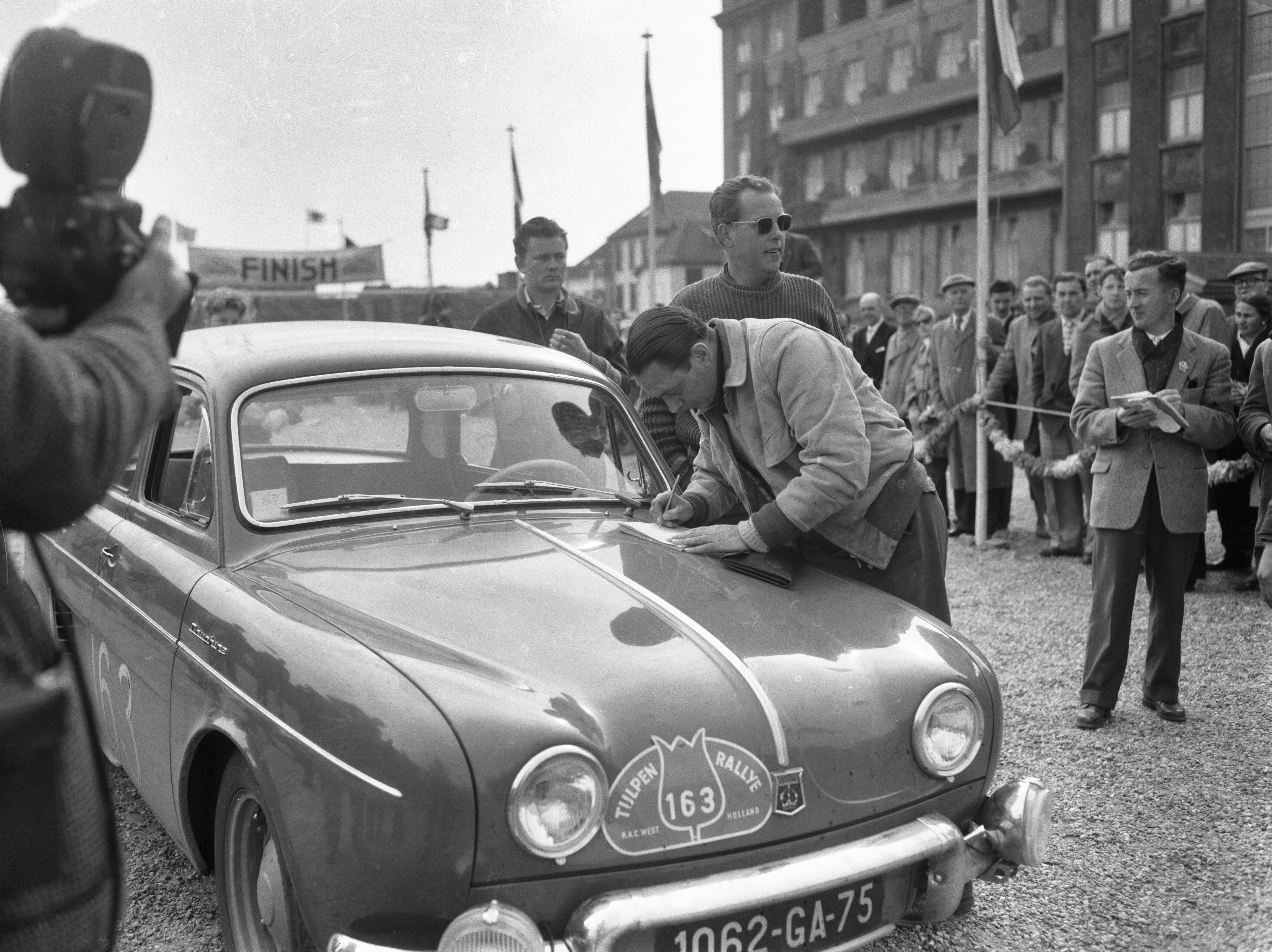
Hans Kreisel zwycięzca Rajdu Tulipanów 1957 przy swoim samochodzie Renault Dauphine

Rajd Tulipanów 1957 (9. Internationale Tulpenrallye) – 9. edycja rajdu samochodowego Rajd Tulipanów rozgrywanego w Holandii. Rozgrywany był od 6 do 10 maja 1957 roku. Była to trzecia runda Rajdowych Mistrzostw Europy w roku 1957.

## Klasyfikacja rajdu
| Miejsce                      | Kierowca                     | Pilot                        | Samochód                     | Czas                         | Strata                       |                              |
| Klasyfikacja generalna i ERC | Klasyfikacja generalna i ERC | Klasyfikacja generalna i ERC | Klasyfikacja generalna i ERC | Klasyfikacja generalna i ERC | Klasyfikacja generalna i ERC | Klasyfikacja generalna i ERC |
| ---------------------------- | ---------------------------- | ---------------------------- | ---------------------------- | ---------------------------- | ---------------------------- | ---------------------------- |
| 1.                           | Hans Kreisel                 | D. den Hope                  | Renault Dauphine             |                              | 0.0                          |                              |
| 2.                           | Hans Tak                     | W.C. Niemoller               | Mercedes-Benz 300 SL W198 I  |                              |                              |                              |
| 3.                           | Theo Koks                    | Rob Gorris                   | Porsche 356 1600             |                              |                              |                              |
| 4.                           | Martin Carstedt              | Gulli Carstedt               | Ford Fairlane 500            |                              |                              |                              |
| 5.                           | André Jetten                 | Hein Korte                   | Goggomobil                   |                              |                              |                              |
| 6.                           | Johnny Wallwork              | A. Pownall                   | Alfa Romeo                   |                              |                              |                              |
| 7.                           | Jimmy Ray                    | Ian Hall                     | Sunbeam Rapier I             |                              |                              |                              |
| 8.                           | C.I. de Vries                | J.A. Moorman                 | Ford Fairlane                |                              |                              |                              |
| 9.                           | Jan Martens                  | B.H. Eerligh                 | Fiat 1100                    |                              |                              |                              |
| 10.                          | Max Riess                    | Gottlieb Kufner              | Mercedes-Benz 220 S          |                              |                              |                              |